# 基隆市長
基隆市長は台湾基隆市の首長。

## 一覧

### スペイン統治時代

#### 西班牙雞籠長官
- Antonio Carenen De Vavaldes
- Juande Alcarazo
- Alonso Garcia Romero
- Palomino
- Gonzaro Portilio

#### 荷蘭雞籠長官
- Kriec Kenheecq
- Dacob Baers

### 清統治時代

#### 台北府分防通判（基隆通判）
- 徐廷灝
- 章瑞坦
- 梁純夫
- 沈茂蔭
- 林桂芬

#### 台北府撫民理番同知（基隆庁）
- 林桂芬
- 汪興禕
- 黎景嵩
- 温培華
- 方祖蔭
- 林元栄
- 方祖蔭
- 黎景嵩

### 日本統治時代

#### 台北県基隆支庁長（1895年より）
- 清水陸
- 西郷橘次郎

#### 台北県基隆辦務署長（1897年より）
- 笹田柾次郎
- 七里恭三郎

#### 基隆庁長（1901年より）
- 山名金明
- 横沢次郎
- 曽禰吉弥

#### 台北庁基隆支庁長（1909年より）
- 山田寅之助
- 三上喜代蔵
- 井関喜一

#### 基隆街長（1920年より）
- 国府小平
- 山内小藤二

#### 基隆市尹（1924年より）
- 佐藤得太郎
- 加藤守道
- 吉富保之
- 桑原政夫
- 川添修平
- 矢野謙三
- 横山竹男

#### 基隆市長（1940年より）
- 竹中憲二
- 丸岡道夫

### 中華民国

#### 台湾省行政長官公署／台湾省政府指派
| 代数 | 氏名   | 着任           | 離任          |
| ---- | ------ | -------------- | ------------- |
| 1    | 石延漢 | 1945年11月11日 | 1947年6月18日 |
| 2    | 梁劼誠 | 1947年6月18日  | 1948年9月     |
| 3    | 鄧伯粋 | 1948年9月      | 1949年6月     |
| 4    | 謝貫一 | 1949年6月      | 1950年10月1日 |
| 5    | 高大経 | 1950年10月1日  | 1951年2月1日  |

#### 公民直選
| 代数 | 氏名   | 政党              | 就任           | 退任           |
| ---- | ------ | ----------------- | -------------- | -------------- |
| 1    | 謝貫一 | 中国国民党        | 1951年2月1日   | 1954年6月2日   |
| 2    | 謝貫一 | 中国国民党        | 1954年6月2日   | 1957年6月2日   |
| 3    | 謝貫一 | 中国国民党        | 1957年6月2日   | 1960年6月2日   |
| 4    | 林番王 | 中国民主社会党    | 1960年6月2日   | 1964年6月2日   |
| 5    | 林番王 | 中国民主社会党    | 1964年6月2日   | 1965年7月11日  |
| 代理 | 江継五 | 中国国民党        | 1965年7月11日  | 1965年10月21日 |
| 補選 | 蘇徳良 | 中国国民党        | 1965年10月21日 | 1968年6月2日   |
| 6    | 蘇徳良 | 中国国民党        | 1968年6月2日   | 1973年2月1日   |
| 7    | 陳正雄 | 中国国民党        | 1973年2月1日   | 1977年12月20日 |
| 8    | 陳正雄 | 中国国民党        | 1977年12月20日 | 1981年12月20日 |
| 9    | 張春熙 | 中国国民党        | 1981年12月20日 | 1985年12月20日 |
| 10   | 張春熙 | 中国国民党        | 1985年12月20日 | 1989年12月20日 |
| 11   | 林水木 | 中国国民党        | 1989年12月20日 | 1993年12月20日 |
| 12   | 林水木 | 中国国民党        | 1993年12月20日 | 1997年12月20日 |
| 13   | 李進勇 | 民主進歩党        | 1997年12月20日 | 2001年12月20日 |
| 14   | 許財利 | 中国国民党        | 2001年12月20日 | 2005年12月20日 |
| 15   | 許財利 | 中国国民党→無所属 | 2005年12月20日 | 2007年2月19日  |
| 代理 | 許清坤 | 中国国民党        | 2007年2月19日  | 2007年3月1日   |
| 代理 | 陳重光 | 民主進歩党        | 2007年3月1日   | 2007年5月22日  |
| 補選 | 張通栄 | 中国国民党        | 2007年5月22日  | 2009年12月20日 |
| 16   | 張通栄 | 中国国民党        | 2009年12月20日 | 2014年12月25日 |
| 17   | 林右昌 | 民主進歩党        | 2014年12月25日 | 2018年12月25日 |
| 18   | 林右昌 | 民主進歩党        | 2018年12月25日 | 2022年12月25日 |
| 19   | 謝国樑 | 中国国民党        | 2022年12月25日 | 現職           |

## 歴代市長選
1951年に民選が開始した。